# BVN-Voetbal
BVN-Voetbal is een Nederlands sportprogramma waarin samenvattingen van alle in het weekend gespeelde wedstrijden worden uitgezonden.
Het rechtstreekse programma wordt elke week gepresenteerd door Mari Carmen Oudendijk vanuit de Wereldomroepstudio in Hilversum. Het programma wordt in opdracht van BVN geproduceerd door Eyeworks Sports (voorheen WK Producties). BVN-Voetbal is te zien op maandag rond 22.00 uur Nederlandse/Vlaamse tijd bij BVN.